# Kayseri Erciyesspor Kulübü
Il Kayseri Erciyesspor Kulübü, chiamato comunemente solo Kayseri Erciyesspor o Erciyesspor, è stata una società polisportiva con sede a Kayseri, in Turchia.

## Storia
Il Kayseri Erciyesspor era conosciuta tra il 1966 e il 2004 come Kayserispor, fino a quando i due club non si scambiarono i nomi.
L'Erciyesspor ha terminato la stagione 2006-2007 al sedicesimo posto in classifica della Süper Lig, retrocedendo in seconda divisione. Ha partecipato, tuttavia, alla Coppa UEFA 2007-2008 essendo arrivato in finale di Coppa di Turchia.
Il Kayseri Erciyesspor ha chiuso i battenti nel 2018, dopo essere stato retrocesso nella Amatör Futbol Ligleri, il sesto livello del calcio turco, nella stagione 2017-2018. Le strutture del club sono state cedute al Kayserispor.

## Rosa 2014-2015
| N. |                    | Ruolo | Calciatore        |
| -- | ------------------ | ----- | ----------------- |
| 2  | Svezia (bandiera)  | D     | Mahmut Özen       |
| 3  | Turchia (bandiera) | D     | Anil Karaer       |
| 6  | Turchia (bandiera) | C     | Mehmet Akgün      |
| 10 | Turchia (bandiera) | A     | Necati Ateş       |
| 13 | Turchia (bandiera) | D     | Uğur Demirkol     |
| 14 | Camerun (bandiera) | C     | Georges Mandjeck  |
| 18 | Belgio (bandiera)  | A     | Björn Vleminckx   |
| 19 | Turchia (bandiera) | C     | Murat Yıldırım    |
| 21 | Ghana (bandiera)   | D     | John Boye         |
| 22 | Turchia (bandiera) | P     | Zülküf Özer       |
| 23 | Turchia (bandiera) | A     | Oğulcan Çağlayan  |
| 35 | Turchia (bandiera) | P     | Gökhan Değirmenci |

| N. |                       | Ruolo | Calciatore         |
| -- | --------------------- | ----- | ------------------ |
| 36 | Portogallo (bandiera) | A     | Edinho             |
| 38 | Turchia (bandiera)    | A     | İlhan Parlak       |
| 42 | Turchia (bandiera)    | D     | Emre Öztürk        |
| 55 | Turchia (bandiera)    | D     | Ethem Pülgir       |
| 57 | Turchia (bandiera)    | D     | Sinan Karadag      |
| 61 | Turchia (bandiera)    | A     | Barış Memiş        |
| 67 | Turchia (bandiera)    | A     | Serdar Gürler      |
| 88 | Turchia (bandiera)    | D     | Caner Osmanpaşa    |
| 93 | Turchia (bandiera)    | P     | Yusuf Balcıoğlu    |
| 99 | Turchia (bandiera)    | C     | Cenk Ahmet Alkılıç |
|    | Turchia (bandiera)    | C     | Orhan Gülle        |
|    | Senegal (bandiera)    | D     | Pape Diakhaté      |

## Rosa 2013-2014
| N. |                                 | Ruolo | Calciatore       |
| -- | ------------------------------- | ----- | ---------------- |
| 4  | Turchia (bandiera)              | D     | Fazlı Kocabaş    |
| 5  | Senegal (bandiera)              | D     | Kader Mangane    |
| 6  | Mali (bandiera)                 | C     | Bakaye Traoré    |
| 7  | Turchia (bandiera)              | C     | Serkan Atak      |
| 8  | Bosnia ed Erzegovina (bandiera) | C     | Senijad Ibričić  |
| 10 | Costa Rica (bandiera)           | C     | Rándall Azofeifa |
| 13 | Turchia (bandiera)              | D     | Uğur Demirkol    |
| 14 | Camerun (bandiera)              | C     | Georges Mandjeck |
| 17 | Turchia (bandiera)              | A     | Sinan Kaloğlu    |
| 18 | Belgio (bandiera)               | A     | Björn Vleminckx  |
| 20 | Turchia (bandiera)              | C     | Kerim Avcı       |
| 23 | Turchia (bandiera)              | C     | Ferhat Çapa      |
| 24 | Turchia (bandiera)              | D     | Numan Çürüksu    |
| 27 | Turchia (bandiera)              | A     | Volkan Okumak    |
| 29 | Turchia (bandiera)              | P     | Atilla Koca      |

| N. |                       | Ruolo | Calciatore       |
| -- | --------------------- | ----- | ---------------- |
| 32 | Turchia (bandiera)    | C     | Murat Akın       |
| 34 | Turchia (bandiera)    | D     | Ekrem Ekşioğlu   |
| 40 | Turchia (bandiera)    | D     | Cem Can          |
| 42 | Turchia (bandiera)    | D     | Emre Öztürk      |
| 44 | Turchia (bandiera)    | D     | Erhan Güven      |
| 55 | Costa Rica (bandiera) | C     | Hansell Arauz    |
| 70 | Serbia (bandiera)     | P     | Bojan Jorgačević |
| 88 | Senegal (bandiera)    | C     | Insa Sylla       |
| 93 | Turchia (bandiera)    | P     | Yusuf Balcıoğlu  |
| 94 | Algeria (bandiera)    | C     | Sofiane Hanni    |
|    | Mali (bandiera)       | C     | Yacouba Sylla    |
|    | Turchia (bandiera)    | D     | Sertaç Eren      |
|    | Turchia (bandiera)    | D     | Bilal Kılıç      |
|    | Turchia (bandiera)    | C     | Turgay Bahadır   |

## Rosa 2012-2013
| N. |                        | Ruolo | Calciatore       |
| -- | ---------------------- | ----- | ---------------- |
| 1  | Turchia (bandiera)     | P     | Behram Zülaloğlu |
| 2  | Turchia (bandiera)     | C     | Mustafa Kaya     |
| 3  | Turchia (bandiera)     | D     | Hüseyin Yoğurtçu |
| 4  | Turchia (bandiera)     | D     | Fatih Kılıçkaya  |
| 6  | Turchia (bandiera)     | C     | Veli Torun       |
| 7  | Turchia (bandiera)     | C     | Serkan Atak      |
| 8  | Turchia (bandiera)     | C     | Ragıp Başdağ     |
| 9  | Turchia (bandiera)     | A     | Emrah Bozkurt    |
| 10 | Turchia (bandiera)     | A     | Serdar Eylik     |
| 11 | Turchia (bandiera)     | A     | Kenan Şahin      |
| 12 | Turchia (bandiera)     | A     | Üstün Bilgi      |
| 16 | Turchia (bandiera)     | C     | Mehmet Ayaz      |
| 17 | Azerbaigian (bandiera) | C     | Cihan Özkara     |

| N. |                           | Ruolo | Calciatore        |
| -- | ------------------------- | ----- | ----------------- |
| 18 | Turchia (bandiera)        | C     | Hakan Doğru       |
| 19 | Costa d'Avorio (bandiera) | A     | Gerard Gohou      |
| 20 | Turchia (bandiera)        | D     | Ufukhan Bayraktar |
| 21 | Turchia (bandiera)        | C     | Alaattin Tosun    |
| 23 | Turchia (bandiera)        | D     | Ozan Tahtaişleyen |
| 42 | Turchia (bandiera)        | D     | Emre Öztürk       |
| 43 | Turchia (bandiera)        | D     | Gökhan Açıkgöz    |
| 59 | Turchia (bandiera)        | D     | Volkan Özcan      |
| 61 | Turchia (bandiera)        | P     | Onur Bilgin       |
| 82 | Turchia (bandiera)        | D     | Veysel Aksu       |
| 88 | Senegal (bandiera)        | C     | Insa Sylla        |
| 94 | Algeria (bandiera)        | A     | Sofiane Hanni     |

## Palmarès

### Competizioni nazionali
- TFF 2. Lig: 1

2002-2003 (gruppo C)
- TFF 3. Lig: 1

1990-1991

### Altri piazzamenti
- Coppa di Turchia:

Finalista: 2006-2007
Semifinalista: 1977-1978
- TFF 1. Lig:

Terzo posto: 2004-2005